# Потете (Казерта)
Потете је насеље у Италији у округу Казерта, региону Кампанија.
Према процени из 2011. у насељу је живело 53 становника. Насеље се налази на надморској висини од 236 м.